# 薔薇は13で待て
『薔薇は13で待て』（ばらはじゅうさんでまて）は、2007年公開、糸曽賢志監督・亀渕裕監督の日本映画。企画は映画監督の林海象。

## 作品概要
林海象率いる映像探偵社の企画『探偵事務所5』シリーズの内のエピソードとして製作された作品。D-5PROJECTと呼ばれ、100人の探偵による物語をコンセプトに発信した企画の1つである。
2007年10月にネットシネマとして公開。その後TV放映、DVD発売された。シリーズ内で唯一アニメーションパートを挿入しており、ふんだんに盛り込まれたCG映像と実写映像のコラボレーションによる実験的作品となっている。劇中挿入歌用にオリジナル曲も制作されている。
2008年度山形国際ムービーフェスティバルにてノミネート上映された。

## あらすじ
現世とあの世の狭間で生きる女探偵544は黄泉の世界へ行く順番待ちの間、探偵業を営んでいた。今回の依頼は莫大な財産をもつロズフォルド家の調査。依頼主は影を失った100歳の少年とロズフォルド家に仕える執事。仕事に不満をいいながらも、544は不思議な力で調査を続けていく。そしてついに不老少年の謎の核心に辿り着く…。

## キャスト
- 探偵544：奥田恵梨華
- 旦那様：ショーン・ウィーグ
- 探偵501：佐野史郎
- 執事：リカヤ・スプナー
- ナレーション：玉井夕海
- オープニングナレーション：宍戸錠

## 挿入歌
- オープニング - 薔薇は13で待て/Ashura Strauss